# Kalaa Kebira
Kalaa Kebira (àrab: القلعة الكبرى, al-Qalʿa al-Kubrà) és una ciutat de Tunísia a la governació de Sussa, situada uns 11 km al nord-oest de Sussa (menys en línia recta), de la qual gairebé n'ha esdevingut un suburbi. El seu nom vol dir ‘la Gran Fortalesa’.
La municipalitat té 45.990 habitants. És capçalera d'una delegació que el 2004 tenia 48.670 habitants.

## Infraestructures
A la seva rodalia passa l'autopista de la costa i compta amb estació de ferrocarril.

## Història
Fou fundada pels aglàbides a un lloc conegut com Al Ksar (‘la Fortalesa’), que fou ampliat i poblat.

## Economia
La ciutat té un mercat setmanal però no pot competir amb el de Sussa. L'activitat econòmica de la comarca està basada en el cultiu d'olivera. El govern hi ha creat dues zones industrials al nord-oest (Kalaa Kebira I i II).
El desembre s'hi celebra anualment el festival internacional de l'oliva (Ezzituna).

## Administració
És el centre de la delegació o mutamadiyya homònima, amb codi geogràfic 31 57 (ISO 3166-2:TN-12), dividida en sis sectors o imades:
- El Jarabâa (31 57 51)
- Zearna Ouest (31 57 52)
- Zearna Est (31 57 53)
- Ouled Mhamed (31 57 54)
- Essed Ouest (31 57 55)
- Balaoum (31 57 56)

Al mateix temps, forma una municipalitat o baladiyya (codi geogràfic 31 17).